# Rapinatori
Rapinatori (Braqueurs) è un film del 2015 diretto da Julien Leclercq.
Un gruppo di rapinatori francesi, specializzati e infallibili, incorre in un imprevisto che, dopo un crescendo inesorabile, finirà per sconvolgere le loro vite e quelle dei loro familiari.

## Trama
Yanis è il capo di una banda specializzata nell'assalto ai furgoni blindati. Nell'ultimo colpo effettuato gli altri componenti erano il fedelissimo Nasser, Franck, che ha una relazione con Nora, la sorella di Yanis, e Eric, un ragazzo appena uscito di galera, che ha una moglie e un bambino di 7 anni.
Il fratello di Yanis, Amine, non ha partecipato attivamente alla rapina, ma è incaricato di ritirare e gettare le armi utilizzate. Yanis per ora non gli offre un ruolo più importante e gli nega anche un compenso più elevato, da lui esplicitamente richiesto.
A colpo concluso con soddisfacimento di tutti e proventi già divisi, giunge una minaccia a Nora, per colpa di Amine. Yanis scopre così che il fratello ha tenuto una delle armi per poi venderla ad un tale che, sfortunatamente è stato poi fermato dalla polizia e, per quella, incolpato di concorso nella rapina.
Yanis è così chiamato a rispondere di questa cosa ad una banda di malviventi specializzati in traffico di droga. Questi non si accontentano di un risarcimento in denaro ma pretendono che si effettui per loro conto una rapina a danno di una banda avversaria. Si tratterà necessariamente di uccidere qualcuno, cosa che fa desistere Franck dal prendere parte al colpo, mentre Eric, nonostante l'opposizione della moglie, si fa ingolosire da Yanis che ha intenzione di truffare gli esosi spacciatori.
Il colpo riesce ma Nasser vi rimane ucciso, ed è solo l'inizio di una escalation di violenza che coinvolgerà non solo gli spacciatori e la banda di rapinatori, ma anche i familiari di questi.
Yanis, dopo aver salvato sorella e madre, vede andare in galera il fratello Amine. La madre gli chiede di salvarlo e lui riesce a farlo evadere grazie anche ad Eric, cui hanno ucciso la moglie, ma poi ne fa le spese in prima persona, dopo aver assicurato agli altri un trasferimento sicuro in Marocco e dove aveva già inviato tutti i proventi delle rapine da lui messi da parte.

## Distribuzione
Presentato al Festival internazionale del film di Busan nell'ottobre del 2015, è uscito nelle sale francesi a partire dal 4 maggio 2016.
Dal 2018 è stato distribuito internazionalmente sulla piattaforma Netflix.